# Donato Ogliari
Donato Ogliari (Erba, 10. prosinca 1956.) je talijanski katolički prelat koji je služio kao opat benediktinskog samostana u crkvi Svetog Pavla izvan zidina od lipnja 2022. Prije toga je služio kao opat u Montecassinu od 2014. do 2022., a član je Dikasterija za biskupe od 2022. godine.
U lipnju 2022. papa Franjo imenovao je Ogliarija opatom crkve Svetog Pavla izvan zidina, a u srpnju iste godine postao je članom Dikasterija za biskupe. Izabran je za jednog od dvojice propovjednika Opće kongregacije kardinala za papinsku konklavu 2025. godine, zajedno s Ranierom Cantalamessom.